# Josef Malmberg

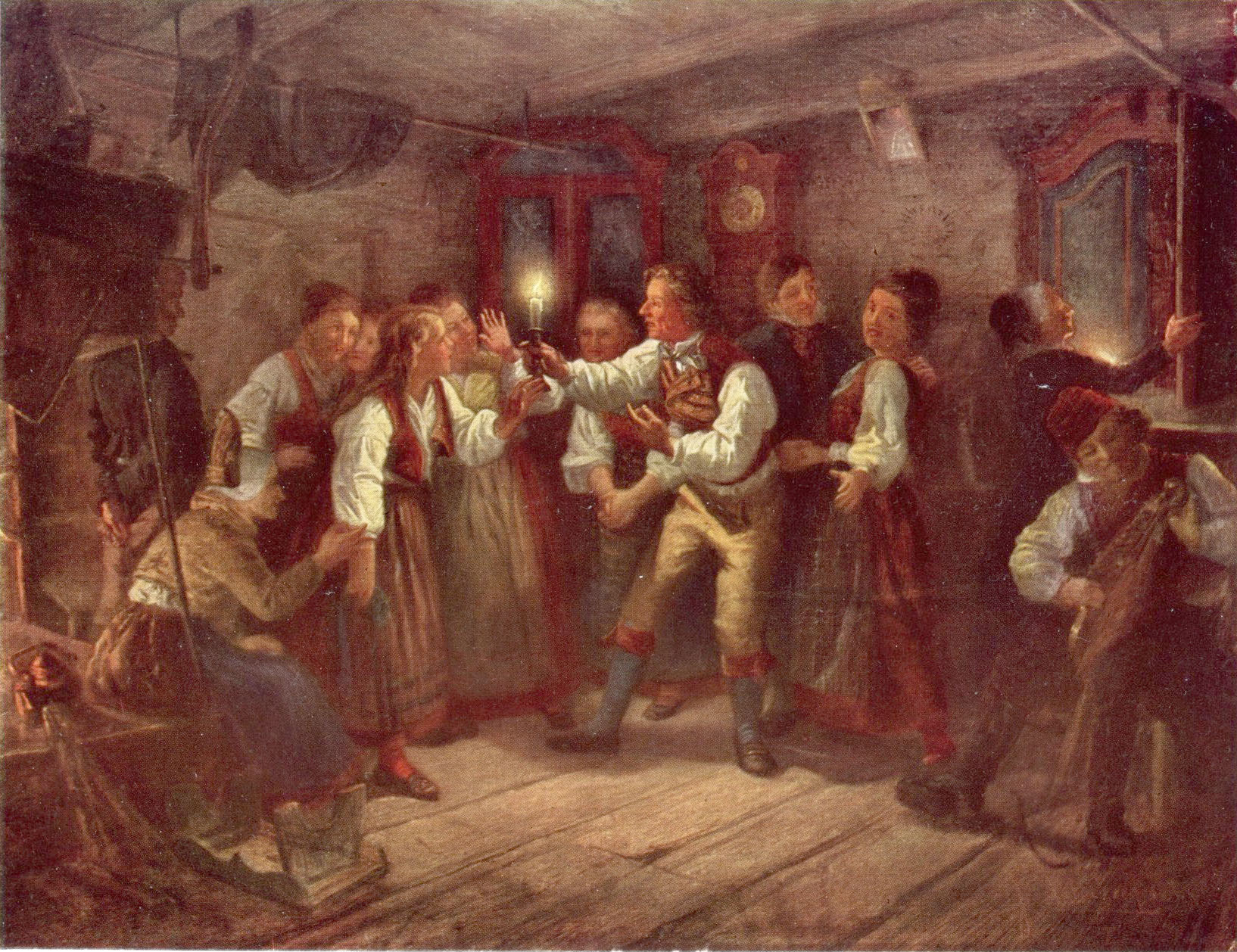
Malmbergs "Domaredansen på Häverö".

Johan Josef Malmberg, född 14 juni 1836 i Torslunda, Tierps socken, död 19 juni 1874 i Uppsala, var en svensk målare.

## Biografi
Malmberg var son till muraren Carl Malmberg. 1859 skrevs han in vid Konstakademien som förgyllargesäll. Malmberg genomgick 1860 Modellskolan samt 1862 Antikskolan med examen i anatomi. 1863 deltog han i Konstakademins utställning med Betlehemsstjärnan eller De tre vise männen. Vid akademiens utställning 1866 deltog han med fem målningar, dessa var: Spelande bönder, Betlehems-stjernan, Läsande gumma, "Christi uppståndelse, altartafvla, ämnad att uppsättas i Ladugårdslands-kyrkan" samt Domaredans i Häverö  som prisades för "lif och raskhet samt en säker teckning". Från 1869 arbetade han som teckningslärare vid Uppsala högre elementarläroverk men skall ha fört ett oregelbundet liv. Vid utsikten att förlora sin tjänst vid skolan 1874 tog han sitt liv.
Malmberg målade religiösa motiv, bland annat i kupolen till Hedvig Eleonora kyrka i Stockholm, samt vardagliga motiv hämtade ur folklivet.
Han är representerad med teckningar i Nationalmuseum, Norrköpings konstmuseum och i Malmö museum.

## Fem folklivsskildringar från Häverö
Folklivsmålaren Malmberg är känd för att ha målat fem folklivsskildringar från Häverö, fyra oljemålningar och en blyertsteckning. Flera av dessa tavlor har äldre dräktskick av Häverödräkten som motiv. Oljemålningarna tillkom mellan år 1863 och 1867.
| Mormor på besök av JJ Malmberg (beskuren) |
| Mormor på besök (1867) Mansdräkt som är påfallande ålderdomlig och i bevarat dräktmaterial okänd. Lång vit rock utan krage, relativt lång dubbelknäppt väst och knäbyxorna med smal lucka.[källa behövs] |

| På väg till sockenkyrkan av JJ Malmberg |
| På väg till sockenkyrkan (186?)         |

| Spelande bönder av JJ Malmberg (beskuren) |
| Spelande bönder (1863)                    |

| Interiör med nyckelharpsspelman och ett barn JJ Malmberg |
| Interiör med nyckelharpsspelman och barn (1864)          |

| Domaredansen med utpräglade sockendräkter av JJ Malmberg                                     |
| Domaredansen (1865) Den enda kända folklivsbilden från Uppland med utpräglade sockendräkter. |